# Лукина (Тюменская область)
Лукина — деревня в Вагайском районе Тюменской области России. Входит в состав Дубровинского сельского поселения.

## География
Деревня находится на берегу реки Сычовка и озера Петраковское. Автомобильное сообщение.

## Население
| 2010 |
| ---- |
| 20   |